# 异叶节节菜
异叶节节菜（学名：Rotala diversifolia）为千屈菜科节节菜属下的一个种。

## 扩展阅读
- 維基物種上的相關：异叶节节菜